# Laprade (Charente)
Pour les articles homonymes, voir Laprade.
Laprade (La Prada en occitan) est une commune du Sud-Ouest de la France, située dans le département de la Charente (région Nouvelle-Aquitaine).
Ses habitants sont les Lapradiens et les Lapradiennes, ou les Lapradois et les Lapradoises.

## Géographie

### Localisation et accès
Laprade est une commune du Sud Charente, à 1,5 km au nord-est d'Aubeterre-sur-Dronne et dans la vallée de la Dronne qui sépare le département de la Charente de celui de la Dordogne.
Laprade est aussi à 9 km de Saint-Aulaye, 11 km de Chalais, 13 km de Ribérac, 14 km de Montmoreau et 41 km d'Angoulême.
La commune est traversée par la D 17, route d'Aubeterre à Saint-Séverin et Villebois-Lavalette qui traverse le bourg. La D 10, route d'Aubeterre à Montmoreau en direction d'Angoulême, passe à l'ouest du bourg.
La gare la plus proche est celle de Chalais, desservie par des TER à destination d'Angoulême et de Bordeaux.

### Hameaux et lieux-dits
La commune ne compte pas de hameau notable. L'habitat y est cependant dispersé, et on compte de nombreuses fermes et lieux-dits, comme Labrousse, Grand Porcherat, le Chail, Ragot, le Mauguillard, la Gâne, etc..

### Communes limitrophes
Laprade est limitrophe de cinq autres communes, dont deux dans le département de la Dordogne.
|                      | Pillac                              |                         |
| Saint-Romain         | Laprade                             | Nabinaud                |
| Aubeterre-sur-Dronne | Saint Privat en Périgord (Dordogne) | Petit-Bersac (Dordogne) |

### Géologie et relief
La moitié nord de la commune est occupée par les coteaux du Campanien (Crétacé supérieur), calcaire crayeux qui occupe une grande partie du Sud Charente. Les sommets à l'ouest (le bois du Fouillu et le sommet de la Petite Sauzade), ainsi que la crête au nord-est (route de Montignac-le-Coq) sont couverts de dépôts du Tertiaire, sables argileux et galets. La vallée de la Dronne occupe la partie méridionale de la commune, dont le sol consiste en des alluvions du Quaternaire. Les plus anciennes se sont accumulées en terrasses (Jeanguillon, et rive gauche de la Dronne), et les plus récentes constituent la partie inondable,,.
Le point culminant de la commune est à une altitude de 132 m, situé en limite nord-ouest près de Labrousse. Le point le plus bas est à 40 m, situé sur la rive gauche de la Dronne en limite sud. Le bourg, construit sur une terrasse au bord de la vallée de la Dronne, est à 48 m d'altitude.

### Hydrographie

#### Réseau hydrographique

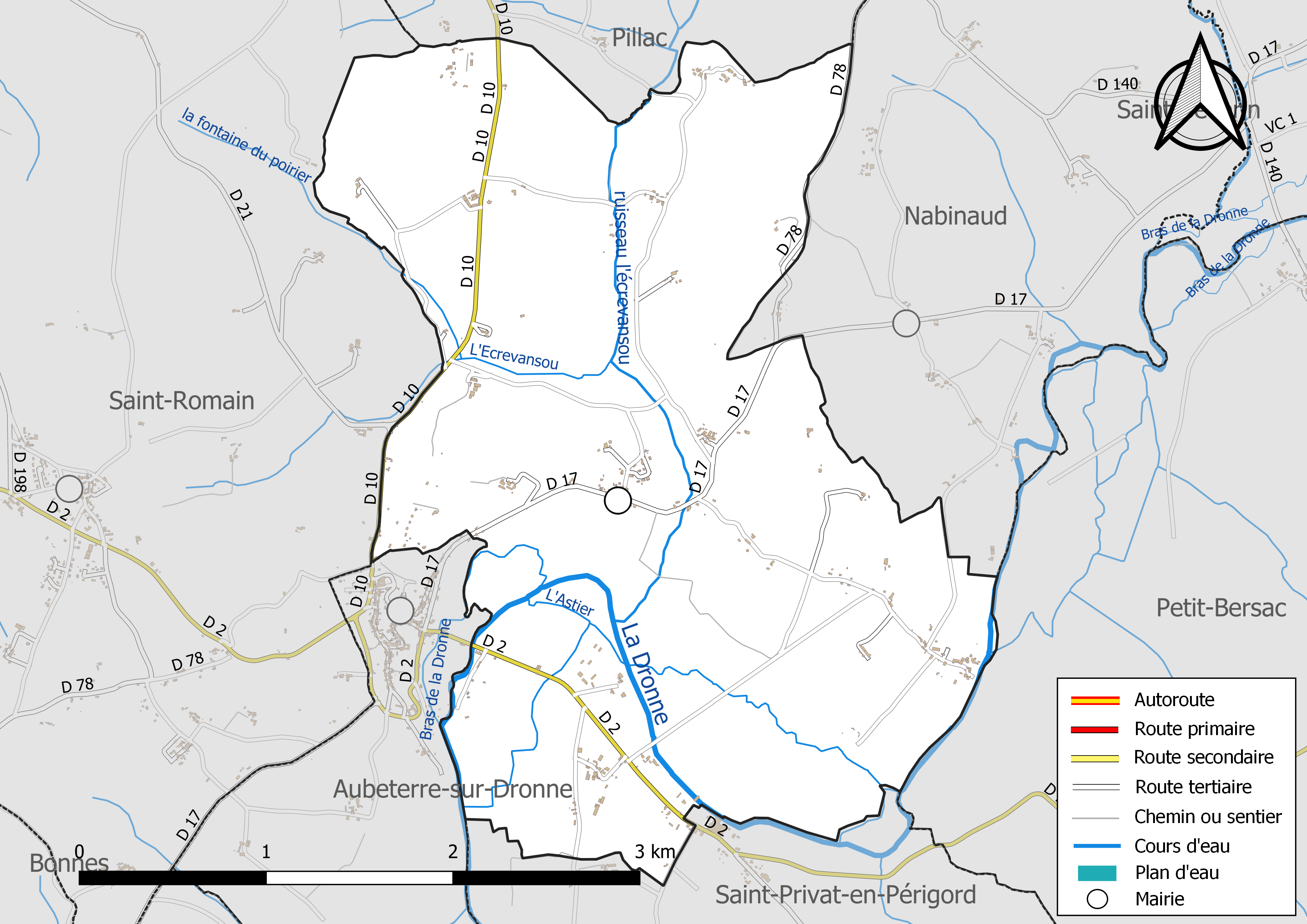
Réseaux hydrographique et routier de Laprade.

La commune est située dans le bassin de la Dordogne au sein  du Bassin Adour-Garonne. Elle est drainée par la Dronne, la fontaine du poirier, l'Astier, l'Écrevansou le Pauly et par deux petits cours d'eau, qui constituent un réseau hydrographique de 13 km de longueur totale,.
La commune est baignée par la Dronne, qui arrose sa bordure orientale et en traverse le sud. Elle forme plusieurs îles délimitées par de petits bras ; l'Astier en est un. La Dronne, d'une longueur totale de 200,56 km, prend sa source en Haute-Vienne dans la commune de Bussière-Galant et se jette  dans l'Isle — dont elle est le principal affluent — en Gironde à Sablons, après avoir traversé 51 communes
L'Écrevansou est un petit ruisseau descendant de Pillac et qui se jette dans la Dronne à l'est du bourg. Un de ses affluents bizarrement du même nom descend de Saint-Romain. La Fontaine du Poirier, autre affluent intermittent, descend des bois situés à l'ouest et forme la limite communale.

#### Gestion des eaux
Le territoire communal est couvert par le schéma d'aménagement et de gestion des eaux (SAGE) « Isle - Dronne ». Ce document de planification, dont le territoire regroupe les bassins versants de l'Isle et de la Dronne, d'une superficie de 7 500 km2, a été approuvé le 2 août 2021. La structure porteuse de l'élaboration et de la mise en œuvre est l'établissement public territorial de bassin de la Dordogne (EPIDOR). Il définit sur son territoire les objectifs généraux d’utilisation, de mise en valeur et de protection quantitative et qualitative des ressources en eau superficielle et souterraine, en respect des objectifs de qualité définis dans le troisième SDAGE  du Bassin Adour-Garonne qui couvre la période 2022-2027, approuvé le 10 mars 2022.

### Climat
Comme dans les trois quarts sud et ouest du département, le climat est océanique aquitain.

### Milieux naturels et biodiversité
À Laprade, la vallée de la Dronne fait partie de la ZNIEFF de type II nommée « Vallées de la Nizonne, de la Tude et de la Dronne en Poitou-Charentes »,.
Vingt-deux espèces déterminantes d'animaux y ont été répertoriées :
- un amphibien : la Rainette verte (Hyla arborea) ;
- un crustacé, l'Écrevisse à pattes blanches (Austropotamobius pallipes) ;
- cinq insectes dont trois lépidoptères : l'Azuré de la sanguisorbe (Phengaris teleius), le Cuivré des marais (Lycaena dispar) et le Fadet des laîches (Coenonympha oedippus) et deux odonates : l'Agrion de Mercure (Coenagrion mercuriale) et la Cordulie à corps fin (Oxygastra curtisii) ;
- sept mammifères : la Loutre d'Europe (Lutra lutra) et le Vison d'Europe (Mustela lutreola), ainsi que cinq chauves-souris : le Murin à moustaches (Myotis mystacinus), l'Oreillard roux (Plecotus auritus), la Pipistrelle de Kuhl (Pipistrellus kuhlii), le Petit rhinolophe (Rhinolophus hipposideros) et la Sérotine commune (Eptesicus serotinus) ;
- quatre oiseaux : l'Alouette lulu (Lullula arborea), le Martin-pêcheur d'Europe (Alcedo atthis), le Milan noir (Milvus migrans) et le Tarier des prés (Saxicola rubetra) ;
- trois poissons : le Chabot commun (Cottus gobio), la Lamproie de Planer (Lampetra  planeri) et le Toxostome (Parachondrostoma toxostoma) ;
- un reptile : la Cistude (Emys orbicularis).

Vingt-neuf autres espèces animales (quatre mammifères et vingt-cinq oiseaux) y ont été recensées.

## Urbanisme

### Typologie
Au 1er janvier 2024, Laprade est catégorisée commune rurale à habitat dispersé, selon la nouvelle grille communale de densité à 7 niveaux définie par l'Insee en 2022.
Elle est située hors unité urbaine et hors attraction des villes,.

### Occupation des sols
L'occupation des sols de la commune, telle qu'elle ressort de la base de données européenne d’occupation biophysique des sols Corine Land Cover (CLC), est marquée par l'importance des territoires agricoles (90 % en 2018), une proportion sensiblement équivalente à celle de 1990 (90,2 %). La répartition détaillée en 2018 est la suivante : 
terres arables (56,2 %), zones agricoles hétérogènes (24 %), prairies (9,8 %), forêts (9,2 %), zones urbanisées (0,8 %). L'évolution de l’occupation des sols de la commune et de ses infrastructures peut être observée sur les différentes représentations cartographiques du territoire : la carte de Cassini (XVIIIe siècle), la carte d'état-major (1820-1866) et les cartes ou photos aériennes de l'IGN pour la période actuelle (1950 à aujourd'hui).

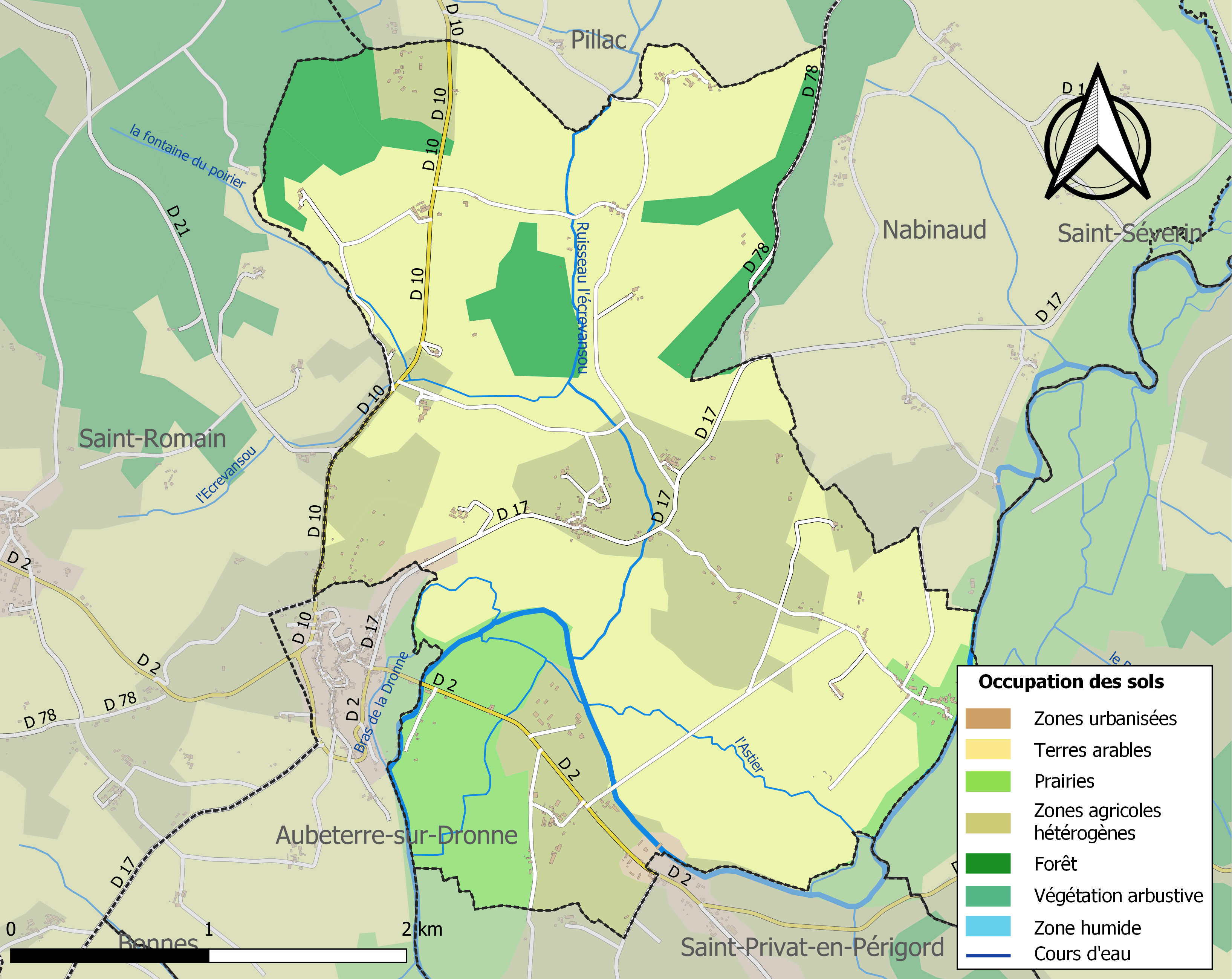
Carte des infrastructures et de l'occupation des sols de la commune en 2018 (CLC).

### Risques majeurs
Le territoire de la commune de Laprade est vulnérable à différents aléas naturels : météorologiques (tempête, orage, neige, grand froid, canicule ou sécheresse), feux de forêts et séisme (sismicité faible). Il est également exposé à un risque technologique,  le transport de matières dangereuses. Un site publié par le BRGM permet d'évaluer simplement et rapidement les risques d'un bien localisé soit par son adresse soit par le numéro de sa parcelle.

#### Risques naturels
Laprade est exposée au risque de feu de forêt du fait de la présence sur son territoire du massif de Bors – Pillac – Saint-Romain. Un plan départemental de protection des forêts contre les incendies (PDPFCI) a été élaboré pour la période 2017-2026, faisant suite à un plan 2007-2016. Les mesures individuelles de prévention contre les incendies sont précisées par divers arrêtés préfectoraux et s’appliquent dans les zones exposées aux incendies de forêt et à moins de 200 mètres de celles-ci. L’arrêté du 3 mai 2016 règlemente l'emploi du feu en interdisant notamment d’apporter du feu, de fumer et de jeter des mégots de cigarette dans les espaces sensibles et sur les voies qui les traversent sous peine de sanctions. L'arrêté du 27 décembre 2019 rend le débroussaillement obligatoire, incombant au propriétaire ou ayant droit,,,.

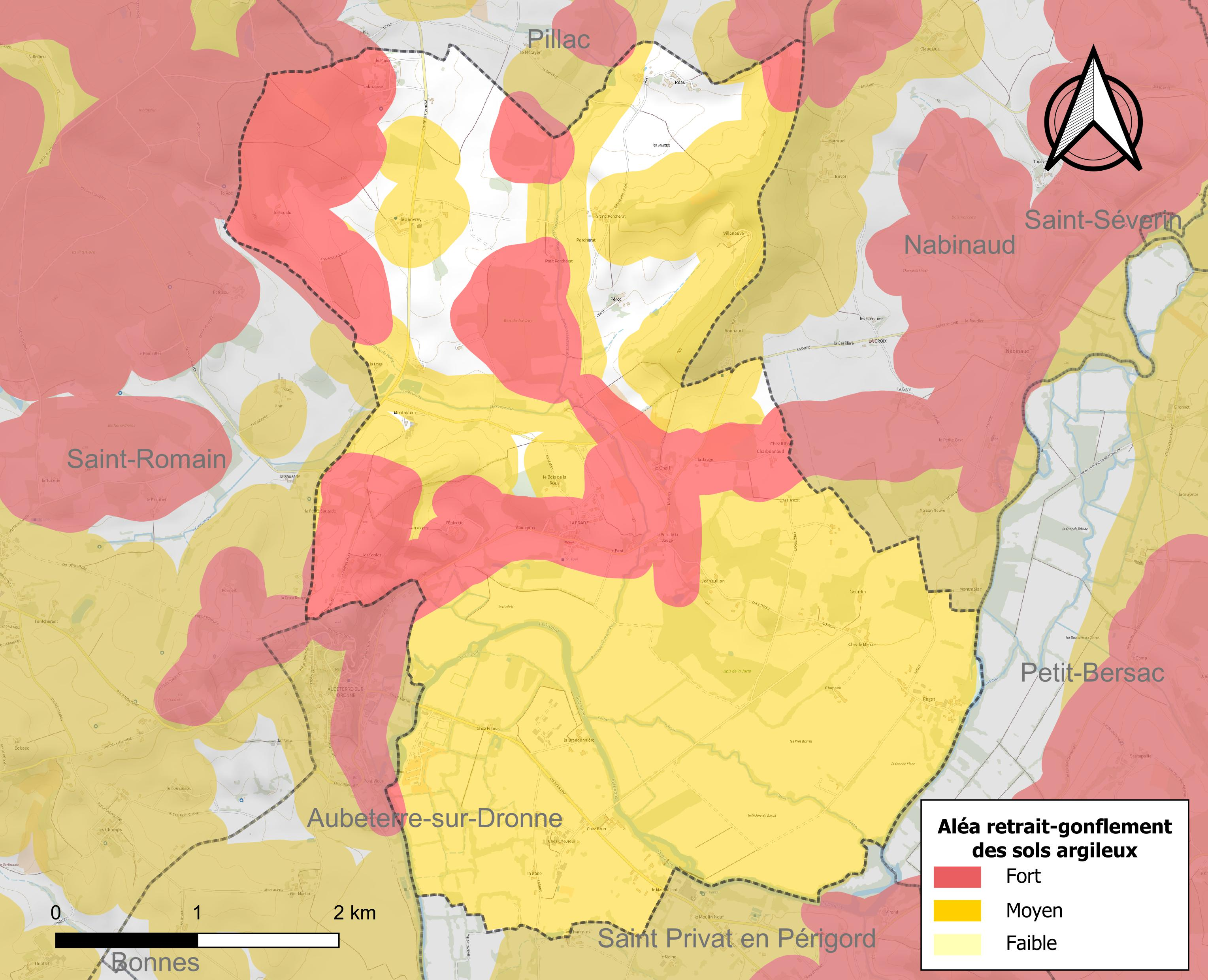
Carte des zones d'aléa retrait-gonflement des sols argileux de Laprade.

Le retrait-gonflement des sols argileux est susceptible d'engendrer des dommages importants aux bâtiments en cas d’alternance de périodes de sécheresse et de pluie. 89,9 % de la superficie communale est en aléa moyen ou fort (67,4 % au niveau départemental et 48,5 % au niveau national). Sur les 172 bâtiments dénombrés sur la commune en 2019,  157 sont en aléa moyen ou fort, soit 91 %, à comparer aux 81 % au niveau départemental et 54 % au niveau national. Une cartographie de l'exposition du territoire national au retrait gonflement des sols argileux est disponible sur le site du BRGM,.
Par ailleurs, afin de mieux appréhender le risque d’affaissement de terrain, l'inventaire national des cavités souterraines permet de localiser celles situées sur la commune.
La commune a été reconnue en état de catastrophe naturelle au titre des dommages causés par les inondations et coulées de boue survenues en 1982, 1983, 1992, 1999, 2012, 2014 et 2021. Concernant les mouvements de terrains, la commune a été reconnue en état de catastrophe naturelle au titre des dommages causés par des mouvements de terrain en 1999.

#### Risques technologiques
Le risque de transport de matières dangereuses sur la commune est lié à sa traversée par une ou des infrastructures routières ou ferroviaires importantes ou la présence d'une canalisation de transport d'hydrocarbures. Un accident se produisant sur de telles infrastructures est susceptible d’avoir des effets graves sur les biens, les personnes ou l'environnement, selon la nature du matériau transporté. Des dispositions d’urbanisme peuvent être préconisées en conséquence.

## Toponymie
Les formes anciennes sont Prada en 1230, Prata en 1382.
Le nom de Laprade signifie la prairie en limousin, et plus généralement en occitan prada, issu du bas latin pratum ou prata (pré) et qui a donné prée en vieux français,.

### Langues
La commune est dans la partie occitane de la Charente qui en occupe le tiers oriental, et le dialecte est limousin. 
Elle se nomme La Prada en occitan.

## Histoire
Une ancienne voie supposée romaine de Saintes à Périgueux ou Cahors par Pons, Brossac et Ribérac traversait la Dronne à Aubeterre et traversait le sud de la commune. Un sarcophage d'époque mérovingienne a été trouvé en 1927 Chez Chevreuil, près de cette voie.
Au début du XXe siècle, la ligne de Parcoul à Ribérac traversait le sud-est de la commune (elle traversait deux fois la Dronne) et la gare d'Aubeterre était sur Laprade.
L'industrie était représentait par une papeterie au Moulin Neuf, une minoterie à Ragot, une scierie. Une fabrique de cierges a été détruite par un incendie en 1914 et jamais reconstruite.

## Administration
Avant la réforme territoriale de 2014, la commune de Laprade était rattachée au canton d'Aubeterre-sur-Dronne.
| Période                                  | Période      | Identité          | Étiquette | Qualité                                                         |
| ---------------------------------------- | ------------ | ----------------- | --------- | --------------------------------------------------------------- |
| 1947                                     | 1966 (décès) | Marius Louis      | RGR       | Conseiller général du canton d'Aubeterre-sur-Dronne (1959-1966) |
| 1966                                     | 2008         | Jean Louis        |           |                                                                 |
| 2008                                     | En cours     | Jean-Paul Crochet | SE        | Plâtrier-peintre                                                |
| Les données manquantes sont à compléter. |              |                   |           |                                                                 |

## Démographie

### Évolution démographique
L'évolution du nombre d'habitants est connue à travers les recensements de la population effectués dans la commune depuis 1793. Pour les communes de moins de 10 000 habitants, une enquête de recensement portant sur toute la population est réalisée tous les cinq ans, les populations de référence des années intermédiaires étant quant à elles estimées par interpolation ou extrapolation. Pour la commune, le premier recensement exhaustif entrant dans le cadre du nouveau dispositif a été réalisé en 2004.

En 2022, la commune comptait 249 habitants, en évolution de +1,22 % par rapport à 2016 (Charente : −0,48 %, France hors Mayotte : +2,11 %).
| 1793 | 1806 | 1821 | 1831 | 1841 | 1846 | 1851 | 1856 | 1861 |
| ---- | ---- | ---- | ---- | ---- | ---- | ---- | ---- | ---- |
| 628  | 608  | 632  | 647  | 606  | 596  | 525  | 587  | 524  |

| 1866 | 1872 | 1876 | 1881 | 1886 | 1891 | 1896 | 1901 | 1906 |
| ---- | ---- | ---- | ---- | ---- | ---- | ---- | ---- | ---- |
| 542  | 510  | 464  | 487  | 525  | 466  | 453  | 474  | 450  |

| 1911 | 1921 | 1926 | 1931 | 1936 | 1946 | 1954 | 1962 | 1968 |
| ---- | ---- | ---- | ---- | ---- | ---- | ---- | ---- | ---- |
| 453  | 397  | 392  | 379  | 339  | 356  | 358  | 353  | 316  |

| 1975 | 1982 | 1990 | 1999 | 2004 | 2006 | 2009 | 2014 | 2019 |
| ---- | ---- | ---- | ---- | ---- | ---- | ---- | ---- | ---- |
| 265  | 223  | 207  | 209  | 217  | 223  | 225  | 236  | 247  |

| 2022 | - | - | - | - | - | - | - | - |
| ---- | - | - | - | - | - | - | - | - |
| 249  | - | - | - | - | - | - | - | - |

### Pyramide des âges
La population de la commune est relativement âgée.
En 2018, le taux de personnes d'un âge inférieur à 30 ans s'élève à 23,1 %, soit en dessous de la moyenne départementale (30,2 %). À l'inverse, le taux de personnes d'âge supérieur à 60 ans est de 39,3 % la même année, alors qu'il est de 32,3 % au niveau départemental.
En 2018, la commune comptait 122 hommes pour 125 femmes, soit un taux de 50,61 % de femmes, légèrement inférieur au taux départemental (51,59 %).
Les pyramides des âges de la commune et du département s'établissent comme suit.
| Hommes | Classe d’âge | Femmes |
| ------ | ------------ | ------ |
| 1,6    | 90 ou +      | 3,2    |
| 12,3   | 75-89 ans    | 16,0   |
| 25,4   | 60-74 ans    | 20,0   |
| 27,0   | 45-59 ans    | 26,4   |
| 9,8    | 30-44 ans    | 12,0   |
| 13,9   | 15-29 ans    | 11,2   |
| 9,8    | 0-14 ans     | 11,2   |

| Hommes | Classe d’âge | Femmes |
| ------ | ------------ | ------ |
| 1      | 90 ou +      | 2,7    |
| 9,2    | 75-89 ans    | 12     |
| 20,6   | 60-74 ans    | 21,3   |
| 20,7   | 45-59 ans    | 20,3   |
| 16,8   | 30-44 ans    | 16     |
| 15,6   | 15-29 ans    | 13,4   |
| 16,1   | 0-14 ans     | 14,3   |

## Économie

### Agriculture
La commune fait partie de l'aire d'origine contrôlée du Cognac « Bons Bois » et de l'AOC/AOP Noix du Périgord.

## Équipements, services et vie locale

### Enseignement
L'école est un regroupement pédagogique intercommunal entre Aubeterre, Bonnes et Laprade. Jusqu’à la fermeture des écoles élémentaires, Aubeterre accueillait l'école primaire, et Bonnes et Laprade les écoles élémentaires. L'école de Laprade, située au bourg, ne comportait qu'une classe. Aujourd’hui, Aubeterre accueille la classe de maternelle et les niveaux élémentaires sont transférés sur la commune de Saint-Romain. Un relais d’assistantes maternelles occupe à présent les anciens locaux de l’école.
Le secteur du collège est Chalais.

## Lieux et monuments

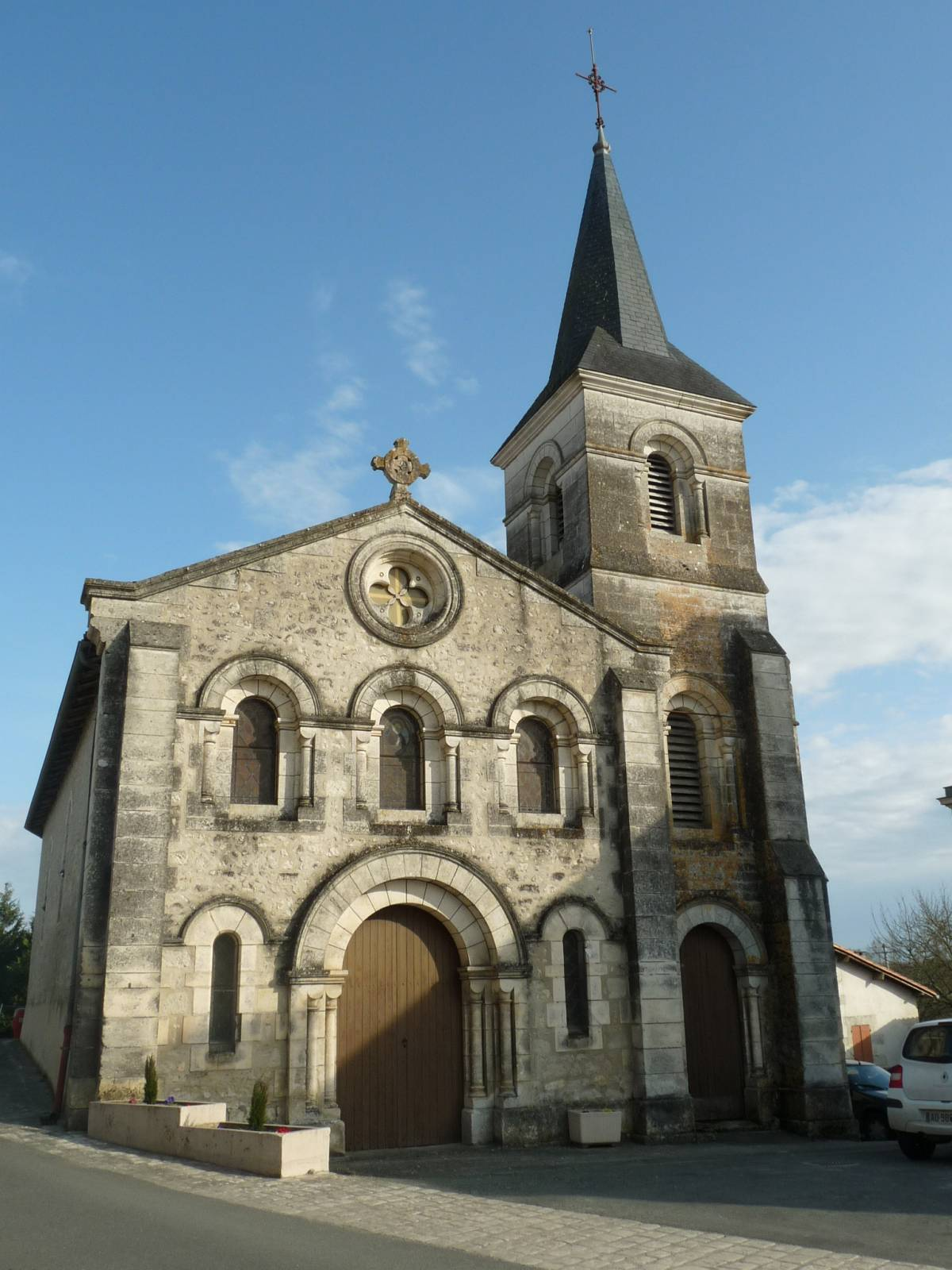
L'église au centre du bourg.

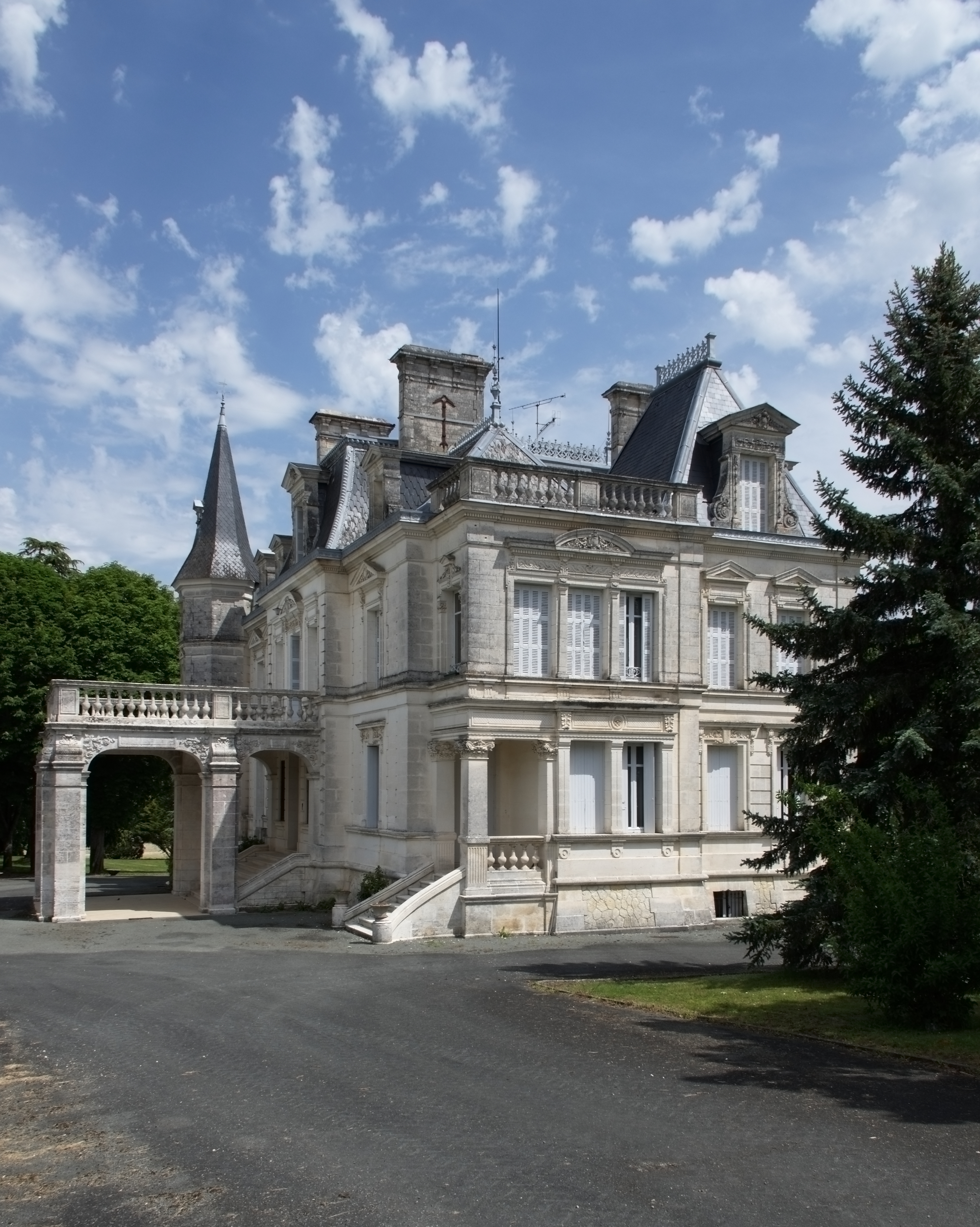
Château du Janvray.

- L'église paroissiale Sainte-Anne, de style néo-roman.
- Le château du Janvray a été construit dans les années 1895-1900 à la demande de  M. Raymond Troubat qui fut ensuite maire d'Aubeterre, conseiller général et conseiller municipal de Laprade. Les bâtiments s'élèvent au bord de la D 10 qui joint Aubeterre à Bors.